# Guro-dong
Guro-dong là một dong, phường của Guro-gu ở Seoul, Hàn Quốc.

## Liên kết
- Trang chính thức Guro-gu Lưu trữ ngày 15 tháng 3 năm 2008 tại Wayback Machine
- (tiếng Hàn) Bản đồ của Guro-gu Lưu trữ ngày 3 tháng 3 năm 2016 tại Wayback Machine tại trang chính thức Guro-gu
- (tiếng Hàn) Trang chính thức dân cư Guro 1-dong Lưu trữ ngày 4 tháng 3 năm 2016 tại Wayback Machine
- (tiếng Hàn) Niên sử của Beopjeong-dong và Haengjeong-dong Lưu trữ ngày 6 tháng 10 năm 2014 tại Wayback Machine tại trang chính thức Guro-gu